# Leyenda de los comendadores de Córdoba

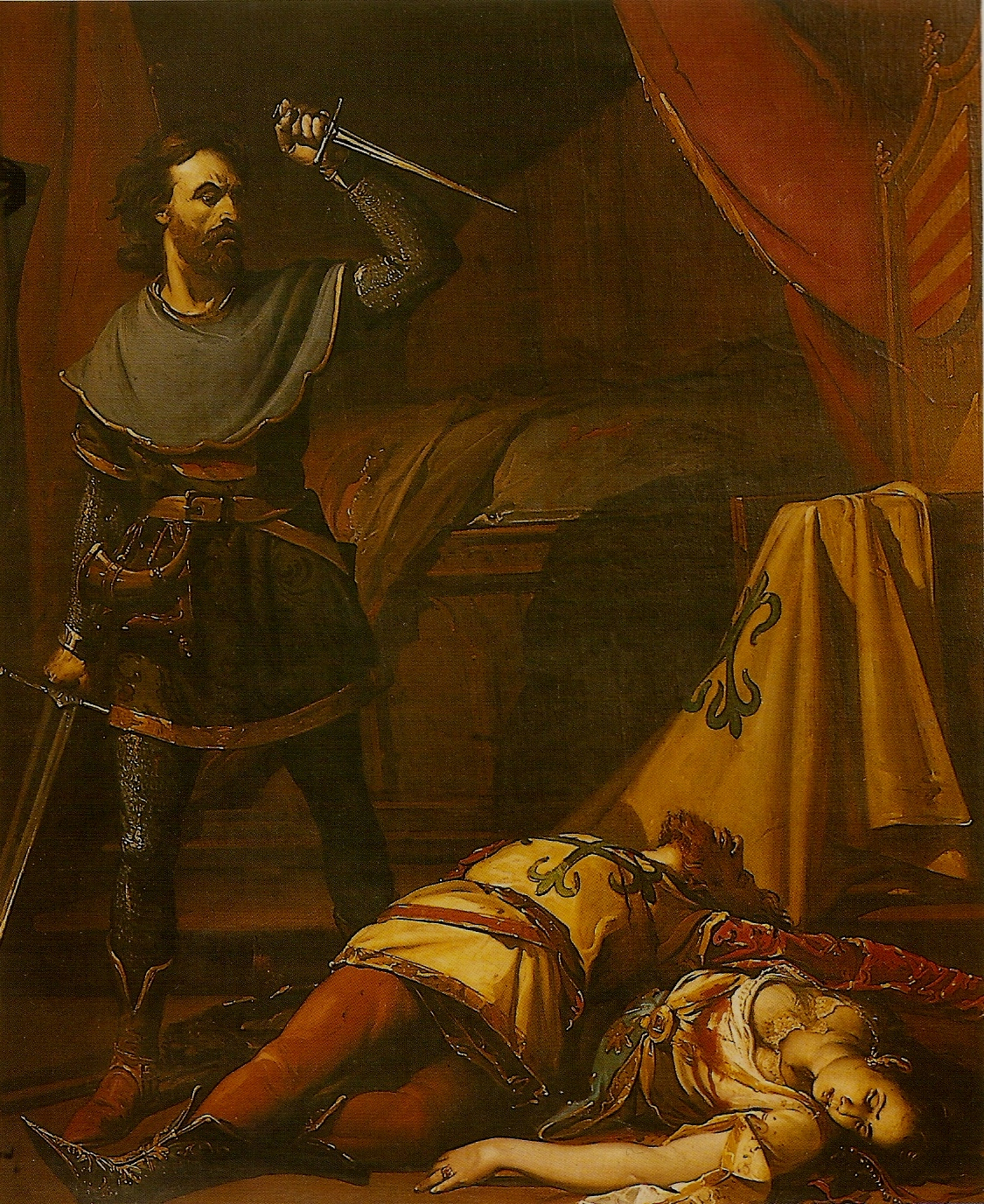
Leyenda de los comendadores de Córdoba. José María Rodríguez de Losada. 1872. (Diputación de Córdoba).

La Leyenda de los comendadores de Córdoba o leyenda de la torre de la Malmuerta es un relato legendario aunque basado en un hecho histórico ocurrido en 1448 en la ciudad española de Córdoba. 
El protagonista fue Fernando Alfonso de Córdoba, caballero Veinticuatro de la ciudad, que asesinó a su esposa, Beatriz de Hinestrosa, y a Jorge de Córdoba y Solier, comendador de Cabeza del Buey en la Orden de Calatrava, que la había seducido, y también a varios criados y familiares suyos por haberle ocultado que su esposa le traicionaba.
Y basándose en estos sucesos, a finales del siglo XVI el célebre dramaturgo Lope de Vega escribió una obra de teatro titulada Los comendadores de Córdoba, que fue impresa en Madrid en 1609 en la Parte Segunda de las comedias de Lope de Vega.

## La historia y la leyenda

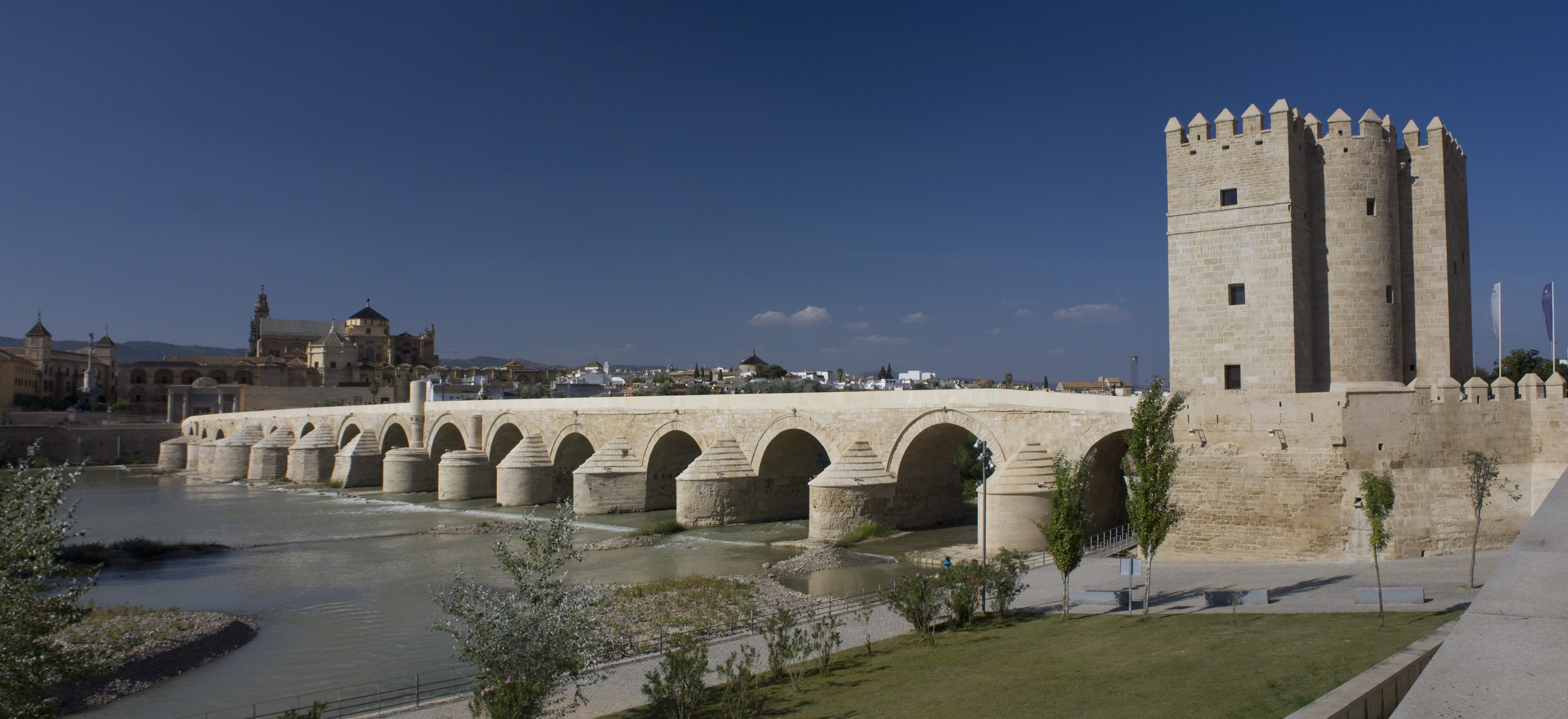
Vista de la torre de la Calahorra y del puente romano de Córdoba.

Fernando Alfonso de Córdoba era uno de los caballeros más relevantes de la ciudad de Córdoba, donde destacaba por sus enormes posesiones y su inmensa fortuna, y además gozaba de la amistad del rey Juan II de Castilla, padre de Isabel la Católica, lo que le proporcionaba una sólida y respetable posición en la Corte castellana.
Este noble estaba casado con Beatriz de Hinestrosa, dama muy joven y de gran belleza, a la que amaba profundamente, y ella ejercía tal dominio sobre él que era capaz de trocar el carácter guerrero y agresivo de su esposo, a poco que se lo propusiera, por otro más dulce, agradable y cordial, convirtiéndole en un persuasivo y sagaz diplomático. Beatriz era envidiada por todas las mujeres de Córdoba a causa de su extraordinaria hermosura y a causa del amor que le profesaba su marido, que era absoluto e inquebrantable. Pero, sobre todo, la dama era respetada y admirada a causa del lujo y posición social que había alcanzado con su matrimonio. Pero a pesar de aquella plácida existencia, la pareja tenía una frustración, y era la de no haber tenido hijos, lo que enturbiaba la felicidad del matrimonio.

Las crónicas de la época señalan que ambos cónyuges hicieron todo lo posible por lograr descendencia, desde solemnes votos y promesas religiosas hasta conjuros de adivinos orientales y sortilegios de hechiceros mahometanos, aunque esto último les llenaba de remordimientos, pero confiaban en la misericordia de Dios, pues sus hijos serían fieles cristianos, al igual que sus padres. Sin embargo, todo fue inútil, y Fernando Alfonso de Córdoba, desengañado de brujos y doctores, pensó que tenía que confiar más en su amor y en la naturaleza y, convencido de que estas causas naturales se incrementarían en su palacio y en sus fincas de Córdoba, decidió abandonar la Corte y volver a su ciudad para no separarse de su esposa, y vivir su unión matrimonial alejado de las perturbaciones políticas y cortesanas.

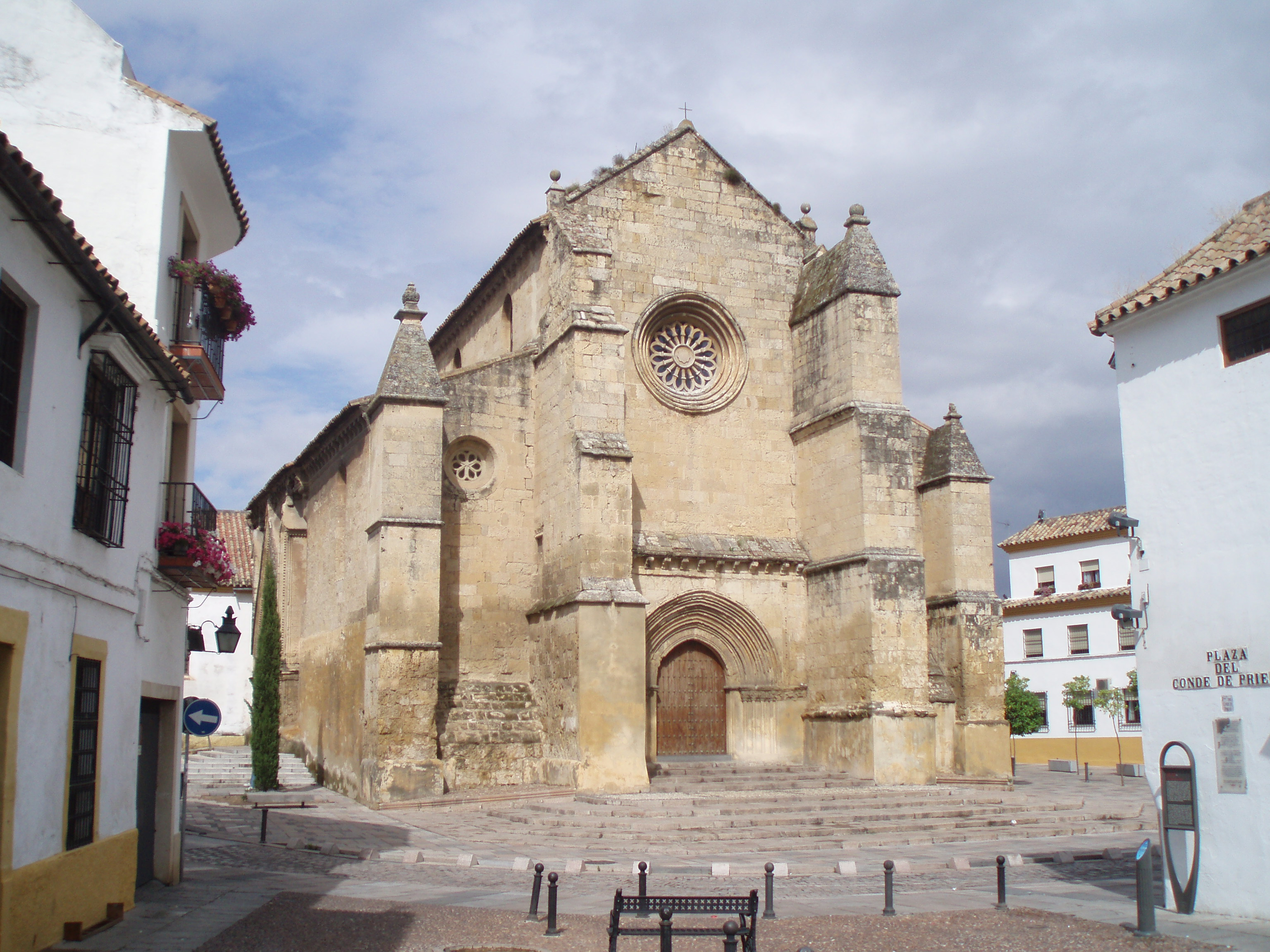
Iglesia de Santa Marina de Córdoba, frente a la que se alzaba la casona del caballero Veinticuatro Fernando Alfonso de Córdoba.

El monarca castellano, que le tenía en gran estima, no quiso dejarle marchar sin entregarle un regalo que le sirviera como recuerdo de aquellos tiempos pasados junto a su rey. Se trataba de un valiosísimo anillo, primorosamente trabajado, que se distinguía por ser una verdadera obra de arte, y el profundo amor que el caballero cordobés sentía hacia su esposa se puso de manifiesto en esa ocasión, ya que le entregó a ella el anillo que le había regalado Juan II de Castilla.
No llevaban mucho tiempo en Córdoba ambos cónyuges, llevando una vida retirada, cuando un día recibieron la visita de dos primos de Fernando Alfonso, los comendadores Fernando Alfonso de Córdoba y Solier y Jorge de Córdoba y Solier, que eran hermanos de Pedro de Córdoba y Solier, obispo de Córdoba. Ambos visitantes eran caballeros de la Orden de Calatrava y cada uno de ellos era comendador en una localidad, siendo Fernando Alfonso comendador del Moral y Jorge comendador de Cabeza del Buey. Además eran apuestos y gallardos y también hermanos gemelos, y había tanta semejanza entre ellos que incluso su propio padre era incapaz de diferenciarlos. Beatriz se apresuró a festejarlos y a dedicarles todas las atenciones que le fuera posible, pues no deseaba regatear ningún agasajo a aquellos familiares de su esposo, y de ese modo, las fiestas y banquetes en honor de los comendadores calatravos se fueron sucediendo.

El comendador Jorge de Córdoba se enamoró perdidamente de Beatriz y pronto ese amor pasó a ser una incontrolable pasión. Los comendadores continuaron durante algún tiempo en Córdoba y nada hacía sospechar que Jorge tuviera ni siquiera la posibilidad de declararle sus sentimientos a la bella esposa de su primo, aunque un acontecimiento totalmente imprevisto modificó sustancialmente el devenir de los protagonistas de esta historia. El Ayuntamiento de Córdoba tuvo que hacer una importantísima petición al rey Juan II de Castilla, y como la persona más idónea para acelerar la gestión en la Corte era el caballero Veinticuatro Fernando Alfonso de Córdoba, el Ayuntamiento aprobó por unanimidad que sobre dicho caballero recayera la responsabilidad de desplazarse a la misma y transmitir al monarca castellano la petición del concejo cordobés.

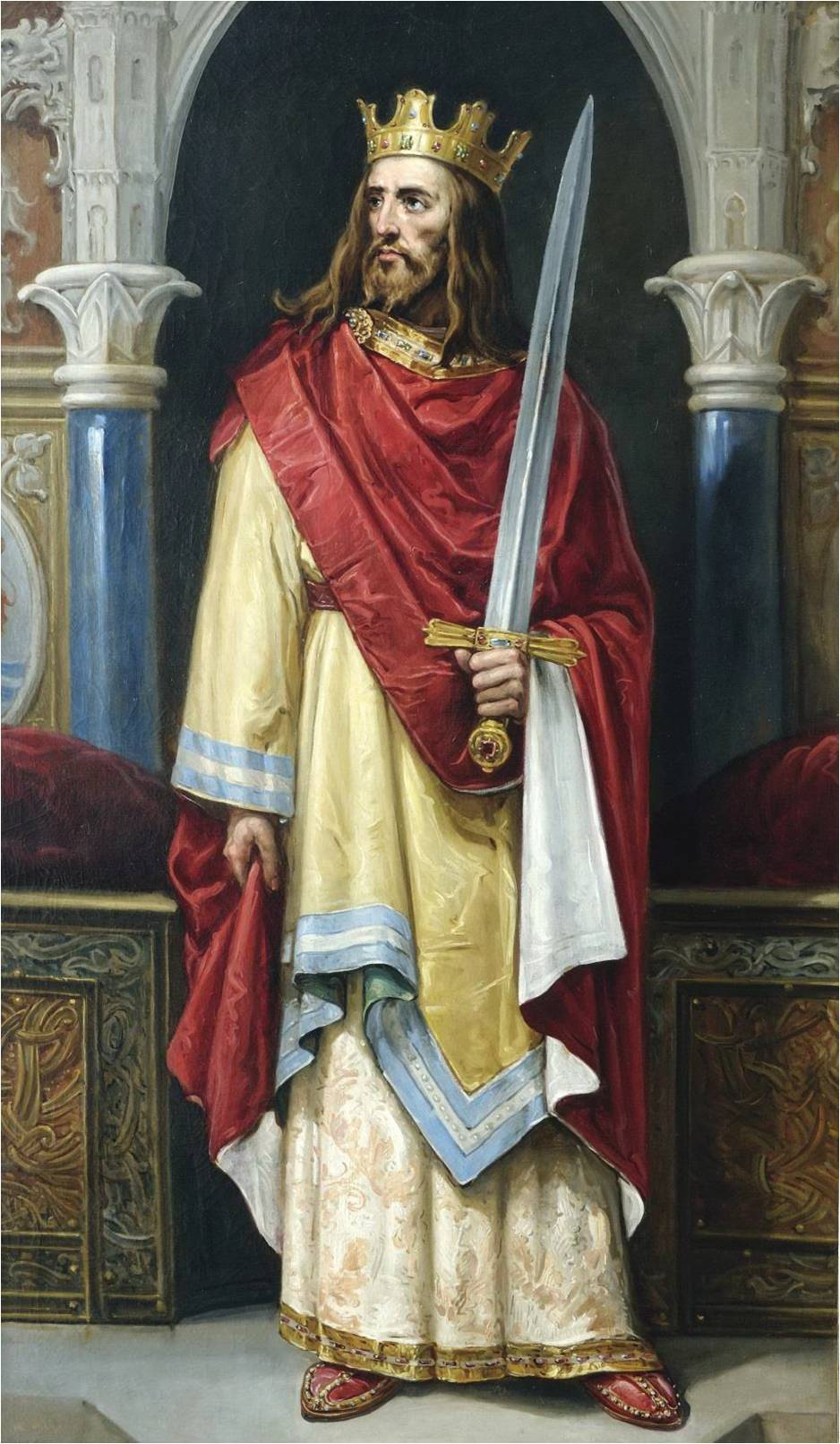
Retrato imaginario de Juan II de Castilla. José María Rodríguez de Losada. (Ayuntamiento de León).

A Fernando Alfonso le desagradaba profundamente tener que distanciarse de su esposa pero no tuvo más remedio que cumplir su obligación. Partió entristecido, aunque confiando en el honor y en la lealtad de sus primos y, de hecho, solicitó a los comendadores que cuidaran de su esposa durante su ausencia. Las gestiones de Fernando Alfonso en la Corte se fueron complicando y se vio obligado a retrasar su regreso a Córdoba, y lo único que disminuía su tristeza por estar alejado de su esposa eran las cartas amorosas que ésta le enviaba, aunque al cabo de tres meses de ausencia las epístolas de Beatriz comenzaron a ser menos frecuentes y, al mismo tiempo Fernando Alfonso comenzó a recibir cartas de un fiel criado suyo en las que se le conminaba a regresar a Córdoba lo antes posible.
Mientras permanecía en la Corte, Fernando Alfonso recibió un día la visita de su primo, el comendador Jorge, que venía desde Córdoba para solicitar una audiencia a Juan II. Los dos parientes hablaron encomiásticamente de Beatriz, alegrándose su marido de poseer tan buenas noticias sobre su mujer y de que los comendadores la tuvieran en tanta estima. Jorge se entrevistó con el rey y después, regresó rápidamente a Córdoba.
Mientras tanto Fernando Alfonso fue requerido por el monarca para que se presentara ante él con la mayor urgencia, y una vez en su presencia, el rey le habló visiblemente enojado, y al preguntarle el caballero cordobés por el motivo, el rey le indicó que no se había comportado como un buen vasallo, ya que le había importado muy poco el anillo que le había regalado, puesto que se lo había dado a su primo Jorge. Fernando Alfonso dijo al rey que no sabía a lo que se refería, y entonces el rey le contestó que acababa de ver puesto en un dedo de la mano derecha de Jorge el anillo que él mismo había regalado a Fernando Alfonso al despedirse de él. 
El caballero cordobés se puso lívido y de repente comprendió todo la desgracia que había caído sobre él, e invadido por la cólera y por un irrefrenable sentimiento de odio y de venganza, solamente dijo al rey que consideraba que guardar el anillo que el monarca le había regalado era lo mismo que guardar su honor, y que si había perdido la joya es que también había perdido su honor, y una vez dicho esto hincó la rodilla en tierra y solicitó al monarca permiso para poder recuperar ambas cosas, anillo y honor, y el rey comprendió que algo grave le ocurría a su vasallo y le concedió licencia para regresar a su ciudad.

A lomos de su caballo, y sin tomarse más descansos que los necesarios para que su cabalgadura pudiera continuar, el caballero Veinticuatro llegó a su casona de Córdoba, que se alzaba frente a la iglesia de Santa Marina. Su esposa Beatriz salió a su encuentro y se mostró más enamorada y encantadora que nunca, tanto, que Fernando Alfonso llegó a dudar de que le hubiese sido infiel, y por ello decidió aguardar y comprobar si se había cometido contra él alguna traición. Además, el aspecto de su casa era digno y satisfactorio y se oían risas y canciones, y Fernando Alfonso casi llegó a convencerse de que su esposa era inocente e incapaz de traición alguna.

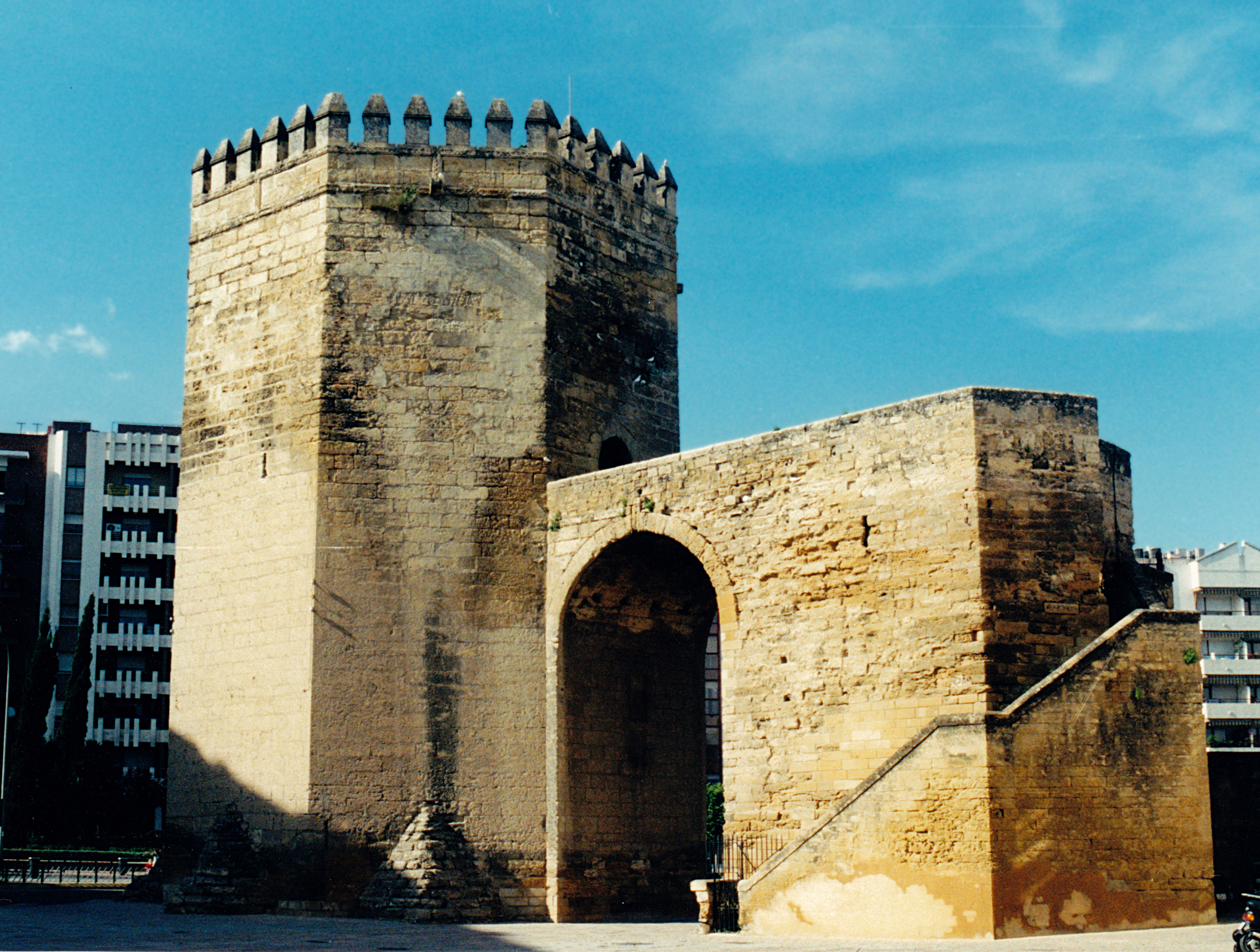
Torre de la Malmuerta, (Córdoba).

Al amanecer, Fernando Alfonso salió al jardín, donde le esperaba su fiel criado Rodrigo, y este le informó de que Beatriz y su primo Jorge eran amantes y que en infinitas ocasiones habían mancillado su hogar y su lecho conyugal. El caballero Veinticuatro, lleno de furia y de deseo de venganza, juró que se vengaría, y aquella misma noche organizó una partida de caza con el fin de probar a sus primos, los comendadores calatravos, y tal y como él esperaba, ninguno de los dos quiso ir a cazar con él, pretextando que tenían asuntos urgentes que atender en la ciudad. Y entonces Fernando Alfonso simuló ir solo a la cazar, dejándoles a ellos en libertad de obrar como quisieran.
En cuanto el caballero Veinticuatro partió de cacería, se reunieron en uno de los salones Beatriz y una prima suya con la que compartía secretos y pecados, y con las damas estaban también los caballeros calatravos, Jorge, amante de Beatriz, y su hermano Fernando Alfonso, amante de la prima de Beatriz. Cenaron los cuatro y bailaron al son de un laúd, tocado por los jóvenes y despreocupados comendadores. Y mientras tanto, el caballero Veinticuatro aguardaba sigilosamente en el jardín y se dedicó a espiar a los culpables y a esperar el momento propicio para vengarse.

Y cuando las dos parejas de amantes dieron por terminada su alegre reunión, se retiraron a diferentes aposentos de la casa, siendo ese el momento que aguardaba el ofendido esposo de Beatriz para acabar con ellos. Rápidamente entró en el cuarto donde se hallaban su esposa y su primo Jorge, y primero apuñaló a su esposa con una daga y después, con su espada, mató al comendador, que corría en busca de la suya para defenderse. Y a continuación Fernando Alfonso entró en la habitación de su otro primo, que se llamaba igual que él, y los mató a él y a la prima de su ya difunta esposa. Las derivaciones de esta leyenda son espantosas, ya que hay autores que aseguran que no pararon aquí las muertes, y que el caballero Veinticuatro mató a cuantas personas se encontraban en su casa y conocían su deshonra, aunque en cualquier caso cuando ejecutó su venganza, desapareció acompañado por su fiel criado Rodrigo, para tratar de olvidar su tremenda desgracia, ocultándose en algún lugar lejano.

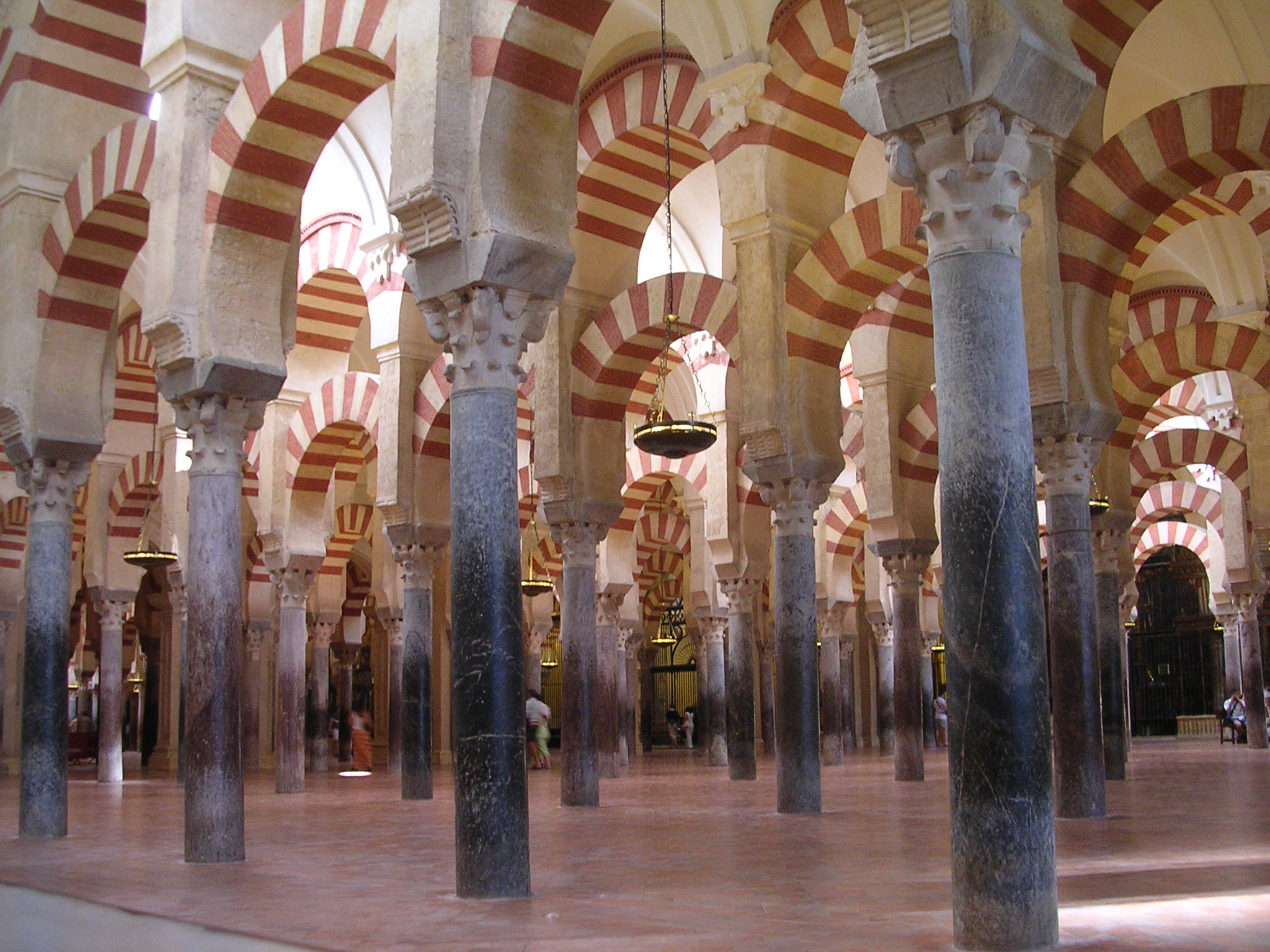
Interior de la Mezquita-catedral de Córdoba, donde fue sepultado Fernando Alfonso de Córdoba en 1478.

Los documentos de la época señalan, independientemente de la leyenda, que el rey Juan II de Castilla tuvo enseguida conocimiento de lo sucedido y que, a petición de la ciudad de Antequera, en cuyo cerco se distinguió valientemente Fernando Alfonso de Córdoba, se le concedió un indulto real en 1449, un año después del crimen, y que a él se acogió el asesino de su esposa y de sus desleales parientes, aunque al parecer el indultado jamás volvió a aparecer en la Corte castellana.
El 22 de abril de 1474 Fernando Alfonso de Córdoba dictó testamento en la ciudad de Córdoba, ante el escribano público Fernán Gómez, y sus últimas voluntades comenzaban así:

Yo Fernando Alfonso, vasallo de nuestro señor el rey, y su veinticuatro de la muy noble ciudad de Córdoba, hijo mayor de Alfonso Fernández que Dios haya, Veinticuatro que fue en la dicha ciudad, vecino que so en la collación de Santa Marina de la dicha ciudad de Córdoba...

Cuatro años después de haber otorgado testamento, en 1478, Fernando Alfonso de Córdoba falleció en su caserón del barrio cordobés de Santa Marina y fue sepultado en la capilla de San Antonio Abad de la Mezquita-Catedral de Córdoba, y en ella descansan también los restos mortales de su segunda esposa, Constanza de Baeza y Haro. El patronato de la capilla de San Antonio Abad pasó posteriormente a manos de los marqueses de Villaseca, como señores de Belmonte, hasta que en 1902 renunciaron a él en favor de los hijos de José Cabrera y Fernández de Córdoba.

### Leyenda de la torre de la Malmuerta
No obstante lo anterior, otra leyenda señaló, aunque sin fundamento alguno, que Fernando Alfonso de Córdoba mató a su esposa por haber creído que le era infiel a pesar de que ella nunca lo había sido. Y según esta versión, el caballero, mostrándose arrepentido, pidió perdón al rey Juan II por el crimen cometido, y según esta leyenda el monarca le ordenó construir una torre en Córdoba como expiación por su crimen, llamándose desde entonces dicha torre la «Mal-muerta». No obstante, la torre de la Malmuerta fue construida en realidad entre 1404 y 1408, durante el reinado de Enrique III de Castilla y varias décadas antes de que se cometieran estos crímenes.

## La leyenda de los comendadores en la literatura

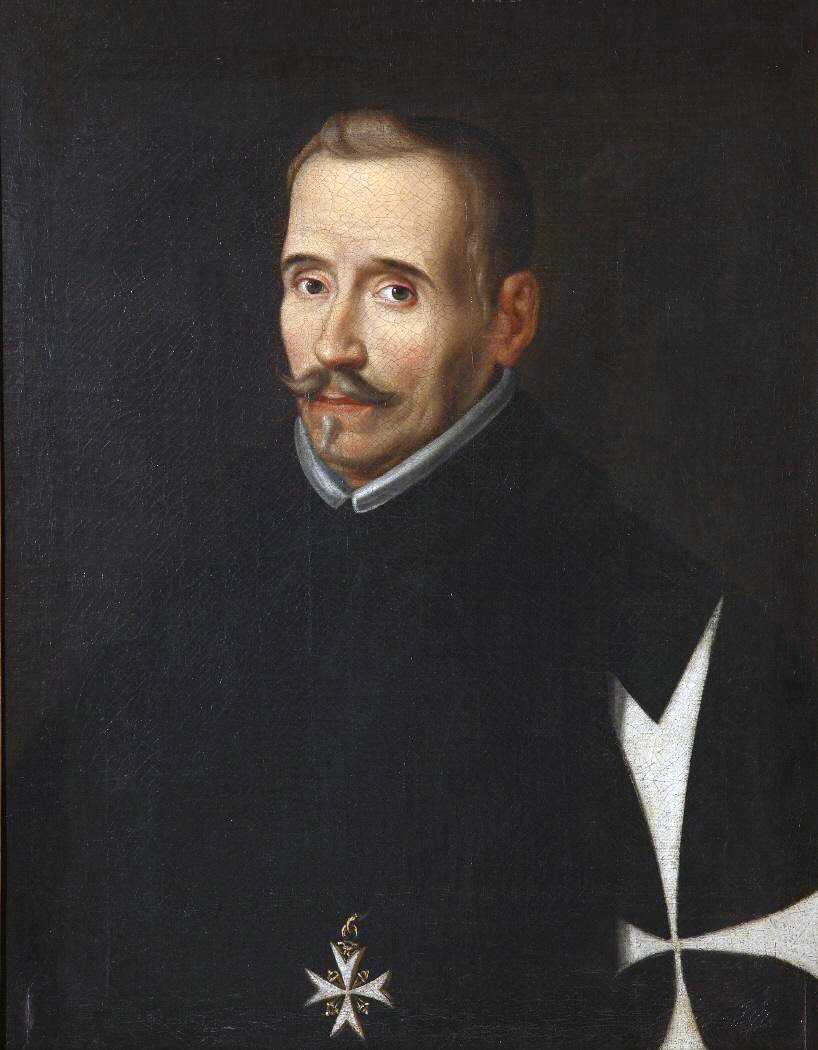
Retrato de Lope de Vega.

El crimen cometido por Fernando Alfonso de Córdoba fue enseguida recogido en la poesía popular, el poeta Antón de Montoro escribió unas octavas reales sobre el tema, y un poeta anónimo compuso una canción, poco después de ocurrido el trágico suceso, que el pueblo cordobés se apresuró a difundir:

Los comendadores / por mi mal os vi / ¡Yo vi a vosotros / vosotros a mí! / ¡Al comienzo malo / de mis amores, / convidó Fernando / los comendadores...!

Además, el célebre dramaturgo Lope de Vega, basándose en estos sucesos, escribió en 1596 una obra de teatro titulada Los comendadores de Córdoba que fue impresa en Madrid en 1609 en la Parte Segunda de las comedias de Lope de Vega, aunque en la actualidad numerosos autores señalan la posibilidad de que dicha obra ya hubiera sido compuesta en 1593, ya que hay constancia de que en dicho año se concedió permiso para representar una obra llamada Los comendadores en Navalcarnero que según algunos autores pudo ser la de Lope de Vega. Sin embargo, dicha hipótesis fue rechazada por los hispanistas Morley y Bruerton, especialistas en la obra de Lope de Vega, que afirmaron que la obra de Los comendadores de Córdoba fue probablemente escrita entre 1596 y 1598.
El célebre erudito Marcelino Menéndez Pelayo la incluyó en el tomo XI de las Obras de Lope de Vega, editadas por la Real Academia Española, y diversos autores señalan además que el argumento del drama escrito por Lope de Vega no presenta diferencias trascendentales con los hechos históricos ocurridos en Córdoba en 1448, y también han destacado que en una de las escenas iniciales del drama está contenida una de las «más bellas interpretaciones poéticas» sobre los caballos cordobeses. Y el profesor Frederick A. de Armas, de la Universidad de Chicago, subrayó que Los comendadores de Córdoba «es posiblemente el más violento y cruel de los dramas de honor de Lope de Vega, y uno de los ejemplos más llamativos de la brutalidad masculina en el teatro del Siglo de Oro».